# Ranchos de Taos (Novo México)
Ranchos de Taos é uma Região censitária localizada no estado americano de Novo México, no Condado de Taos.

## Demografia
Segundo o censo americano de 2000, a sua população era de 2390 habitantes.

## Geografia
De acordo com o United States Census Bureau tem uma área de 8,8 km², dos quais 8,8 km² cobertos por terra e 0,0 km² cobertos por água.

## Localidades na vizinhança
O diagrama seguinte representa as localidades num raio de 24 km ao redor de Ranchos de Taos.